# Église Saint-Vincent de Ciboure
Pour les églises ayant le même vocable, voir Église Saint-Vincent.
L'église Saint-Vincent de Ciboure est une église catholique de style baroque achevée en 1572 d'après l'inscription figurant à l'entrée de l'église. La construction de l'église s'effectue dans le double contexte de l'émancipation de Ciboure de la ville d'Urrugne et de la Contre-Réforme catholique.

## Avant la construction de l’église
Avant la construction de l’église Saint-Vincent, Ciboure signifiant « tête de pont » en basque était aussi appelé en latin « Sanctus Vincentius, caput montis » dans les textes officiels. Saint-Vincent du bout de la montagne serait-il le nom d’une chapelle Saint-Vincent de Ciboure construite avant l’église ? La chapelle de Notre-Dame de Bordagain ne date elle que de la fin du XVIIe siècle.

## Le symbole de l’indépendance de Ciboure
Au XVIe siècle, l’histoire de l’église Saint-Vincent se confond avec une dispute interne à la commune d’Urrugne. En effet administrativement, au XVIe siècle, Ciboure n’est qu’un quartier d’Urrugne au même titre que Béhobie. À Ciboure, la présence du port et son fort potentiel commercial provoquent l’augmentation de la population qui ne tarde pas à exiger que Ciboure soit érigée en paroisse et ne dépende plus spirituellement d’Urrugne. La construction d’une église paroissiale donnerait à Ciboure le statut de paroisse, un premier pas vers l’indépendance d’Urrugne.
Pierre Haristoy, curé de Ciboure à la fin du XIXe siècle et au début du XXe siècle a étudié les documents permettant l’érection de cette paroisse. D’après son étude, aux alentours de 1550, les Cibouriens demandent l’autorisation de bâtir l’église au pape, Jules III. Celui-ci accorde cette autorisation, mais rappelle que cette église n’avait pas rang de paroisse et que les Cibouriens doivent toujours se rendre à l’église Saint-Vincent d’Urrugne pour fêter Pâques. Encore une fois, seule l’intervention du pape peut donner ce nouveau statut à l’église de Ciboure. C’est Paul IV qui publie une bulle en juin 1555 :

« PAUL, évêque de Rome, serviteur des serviteurs de Dieu envoie son salut et sa bénédiction apostolique a son vénérable frère, l’évêque de Bayonne. À cause de la mort de notre prédécesseur Jules III, des lettres apostoliques ne furent pas écrites. Nous confirmons et autorisons les grâces suivantes accordées par un Pontife Romain. En effet récemment, nos chers fils de la communauté du lieu de Saint-Vincent du bout de la montagne, alias du bout du pont de Ciboure, située dans les limites de la paroisse de Saint-Vincent d’Urrugne et du diocèse de Bayonne, avaient exprimé leur désir que soit érigée et construite à leurs frais une chapelle du même nom dans le dit-lieu de Ciboure […] »

Cette bulle confirme l’apparition de l’église Saint-Vincent au rang paroissial. Tout comme l’église d’Urrugne, son saint-patron est à cette époque Saint Vincent, évêque de Dax. Elle s’inscrit dans le projet de Ciboure de se dissocier d’Urrugne mais aussi le rôle du catholicisme de la Contre-Réforme dans la multiplication des églises face au protestantisme. Les années 1550 étaient des années de lutte entre protestants et catholiques à Bayonne ; la construction d’une église aurait donc pu profiter à l’Église catholique dans son entreprise de reconquête pastorale des Européens. Les Cibouriens auraient pu trouver dans ce phénomène une opportunité pour se séparer des Urrugnards qui eux tentent de saboter la construction du nouveau bâtiment. La construction de l’église paroissiale a donc ainsi pu profiter à l’Église catholique et aux Cibouriens qui se sont appuyés l’un sur l’autre pour aboutir à leurs fins. Au XVIe siècle, l’église Saint-Vincent revêt donc une double valeur symbolique : celle de l’indépendance de Ciboure vis-à-vis d’Urrugne mais aussi celle de la contre-réforme catholique.

## Construction et modifications
La première phase des travaux commence dès les années 1550 et se termine dans les années 1570. Le 6 janvier 1551, les habitants de Ciboure achètent le terrain à Martin de Haritzmendy, « sieur de la maison Bastaguillete » pour la somme de 90 écus. Une inscription figurant toujours à l’entrée de l’église fixe la fin de cette première phase en 1572. Une autre inscription sur la grille de la cour aurait donné la date de 1579 mais cette dernière a été détruite pendant la Révolution française. La construction de l’église coûte aux Cibouriens la somme totale de 15 000 écus. La volonté des nouveaux paroissiens de bâtir leur église sur un terrain privé est une preuve de la vitalité de Ciboure et de la ferveur de ses habitants. Mais le bâtiment qui mesure alors « une trentaine de mètres sur treize de large » est autant un ouvrage de culte qu’un ouvrage de défense. La porte du fond de l’église serait peut-être un héritage de cette fonction.
Située à la frontière des royaumes d’Espagne et de France, Ciboure est en effet envahie au gré des affrontements entre les deux pays. Bayonne étant la première ligne de défense pour le royaume de France, il est logique que Ciboure soit envahie et reprise à maintes occasions. Cependant, aucune mention n’est faite de destructions de la part des troupes espagnoles qui ont pourtant brûlé Saint-Jean-de-Luz et Ciboure en 1558. Des destructions espagnoles de 1636, il ne reste aucune trace non plus.
D’après Eugène Goyheneche, l’église fut agrandie au XVIIe siècle, période pendant laquelle le clocher et les galeries furent rajoutées. En 1694, les chapelles de Saint-Esteben et de Larralde auraient été rajoutées : elles mesurent chacune 8 m sur 2,80 m. La date de 1694 se trouve encore sur une inscription de la façade extérieure de l'église donnant sur la rue Pocalette. C’est à cette date que l’église atteint ses dimensions actuelles de 47 mètres sur 13. L’entretien et les agrandissements de l’église ont sûrement été financés par les Cibouriens mais aussi par les revenus propres de l’église. En effet, le curé de l’église pouvait non seulement compter sur les revenus des terrains appartenant à l’église mais aussi sur les revenus d’une dîme appelée prémices. De plus, chaque messe dite dans l’église Saint-Vincent rapportait aussi un revenu certain appelé casuel. Entre ses propriétés, les prémices et le casuel, l’église Saint-Vincent de la période pré-révolutionnaire était donc relativement prospère.

## À quel saint se vouer?
Entre la construction de l’église dans la seconde moitie du XVIe siècle et 1756, la titulature de l’église change. Ce n’est plus saint Vincent évêque de Dax mais saint Vincent de Saragosse qui est célébré. Les archives municipales de Ciboure contiennent encore les comptes des fêtes patronales qui eurent lieu un 22 janvier 1756, jour de la saint Vincent de Saragosse. Pourquoi un tel changement ? S’agit-il d’une influence de l’Espagne ou d’une volonté de se dissocier encore plus d’Urrugne ? D’après Charles Martin Ochoa de Alda, les paroissiens tenaient à être présents pour les fêtes paroissiales et la plupart d’entre eux, étant des pêcheurs, n’étaient pas à Ciboure pendant le printemps ou l’été. Le choix de saint Vincent de Saragosse serait donc dû à sa fête, le 22 janvier, date à laquelle les pêcheurs seraient à Ciboure pour assister à la messe et à la procession de la saint-Vincent, la Bixintxo.

## La Révolution française
Le culte catholique n’a été interrompu que par les années de la Révolution française. Ciboure, comme de nombreuses villes du Pays basque, n’était pas révolutionnaire. En témoigne le député du clergé du Labourd envoyé aux États généraux à Versailles en 1789. Celui-ci, Saint-Esteben, n’est autre que le curé de Ciboure et ce dernier n’est pas des plus favorables aux projets des révolutionnaires. C’est de l’église Saint-Vincent que part l’opposition au projet d’union des paroisses de Saint-Jean-de-Luz et Ciboure, un projet qui fait figure de prélude à l’union de ces deux communes pendant la Révolution. Comme au XVIe siècle au moment de sa construction, l’église paroissiale Saint-Vincent est le symbole de l’indépendance de Ciboure et c’est bien dans l’église qu’est élue la nouvelle municipalité de Ciboure le 18 décembre 1791.
C’est apparemment à partir de 1792 que l’église est transformée en hôpital pour l’armée des Pyrénées occidentales. Le retable, les galeries et le mobilier sont les victimes matérielles de cette transformation qui dura jusqu’en 1801, date à laquelle le culte chrétien fut rétabli par le Concordat. À partir de cette date, l’église Saint-Vincent tenta de récupérer le mobilier qui avait disparu avant la Révolution. Lui furent restitués des éléments de mobilier qui se trouvaient auparavant au couvent des Récollets.

## Une église typique de la réforme du concile de Trente
L’église pourrait être considérée comme une église typique de la réforme du concile de Trente. Que ce soit par son architecture ou son décor, de nombreux éléments du baroque européen sont visibles. Par exemple, le  retable est de style baroque avec son décor et les deux colonnes torves qui l’entourent. Le baroque doré et surchargé rappelle tout particulièrement le baroque espagnol. D’après Odile Contamin, la partie centrale de ce retable provient du couvent des Récollets, un couvent construit en 1611-1613 pour apaiser les querelles entre Saint-Jean-de-Luz et Ciboure. Pendant les troubles de la Révolution française, ce couvent est fermé et une partie de son mobilier est transférée à l’église Saint-Vincent. Ceci explique la présence des figures de Saint François et Sainte Claire sur le tabernacle, deux figures « mieux adaptées aux Récollets ». La chaire et la statue de Notre-Dame de la Paix proviendraient aussi du couvent des Récollets, placé sous ce vocable.

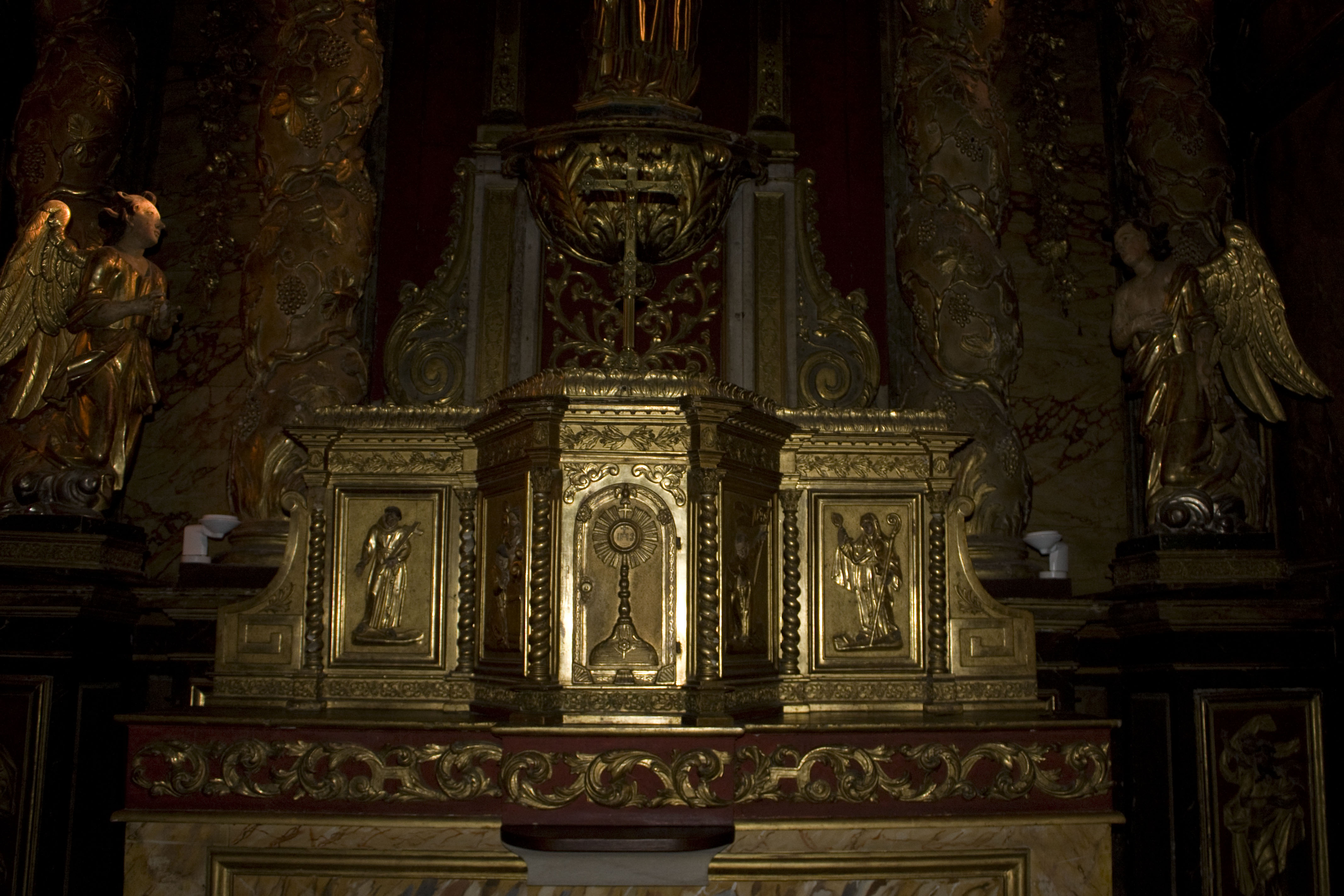
Tabernacle.
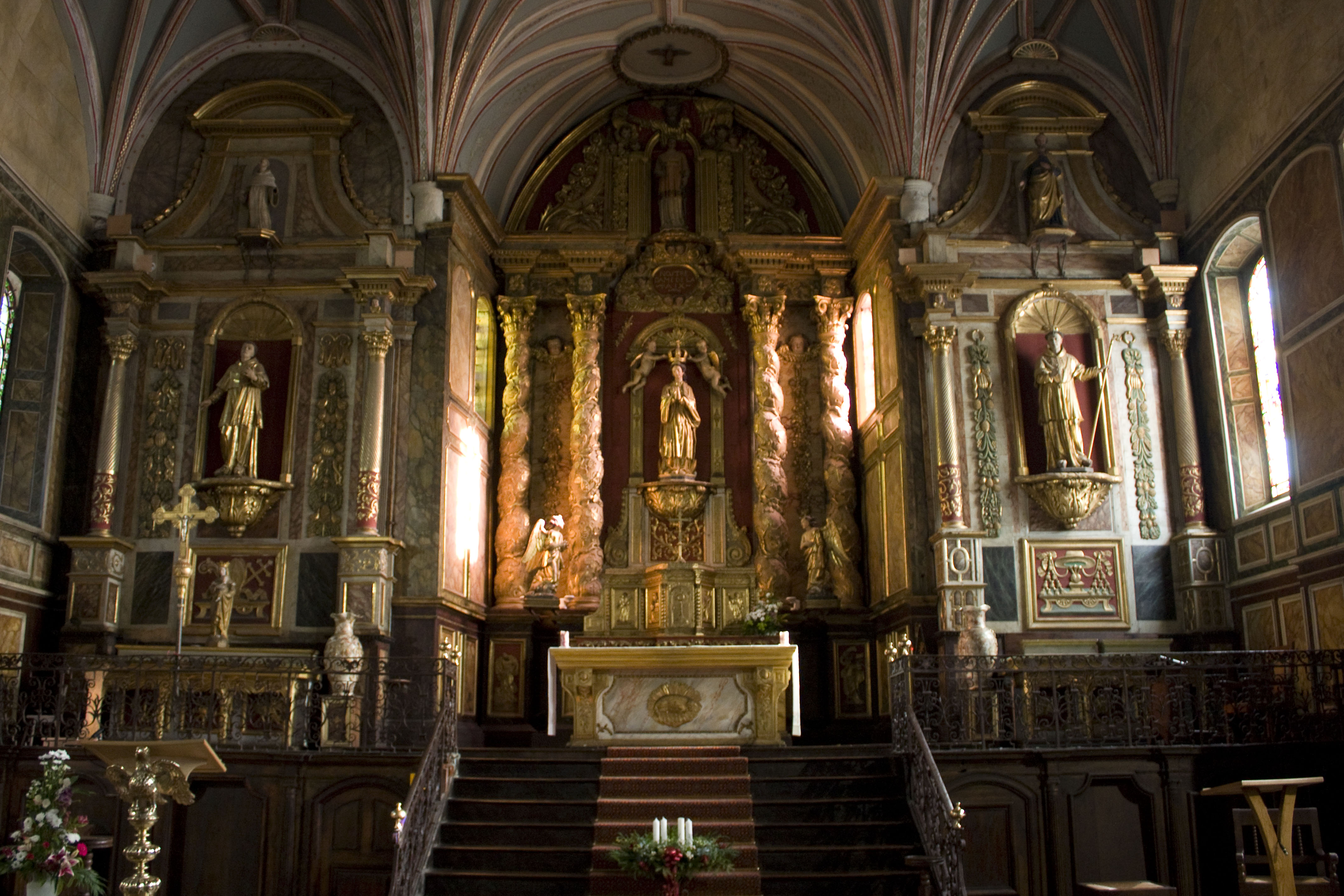
Autels de l'église.
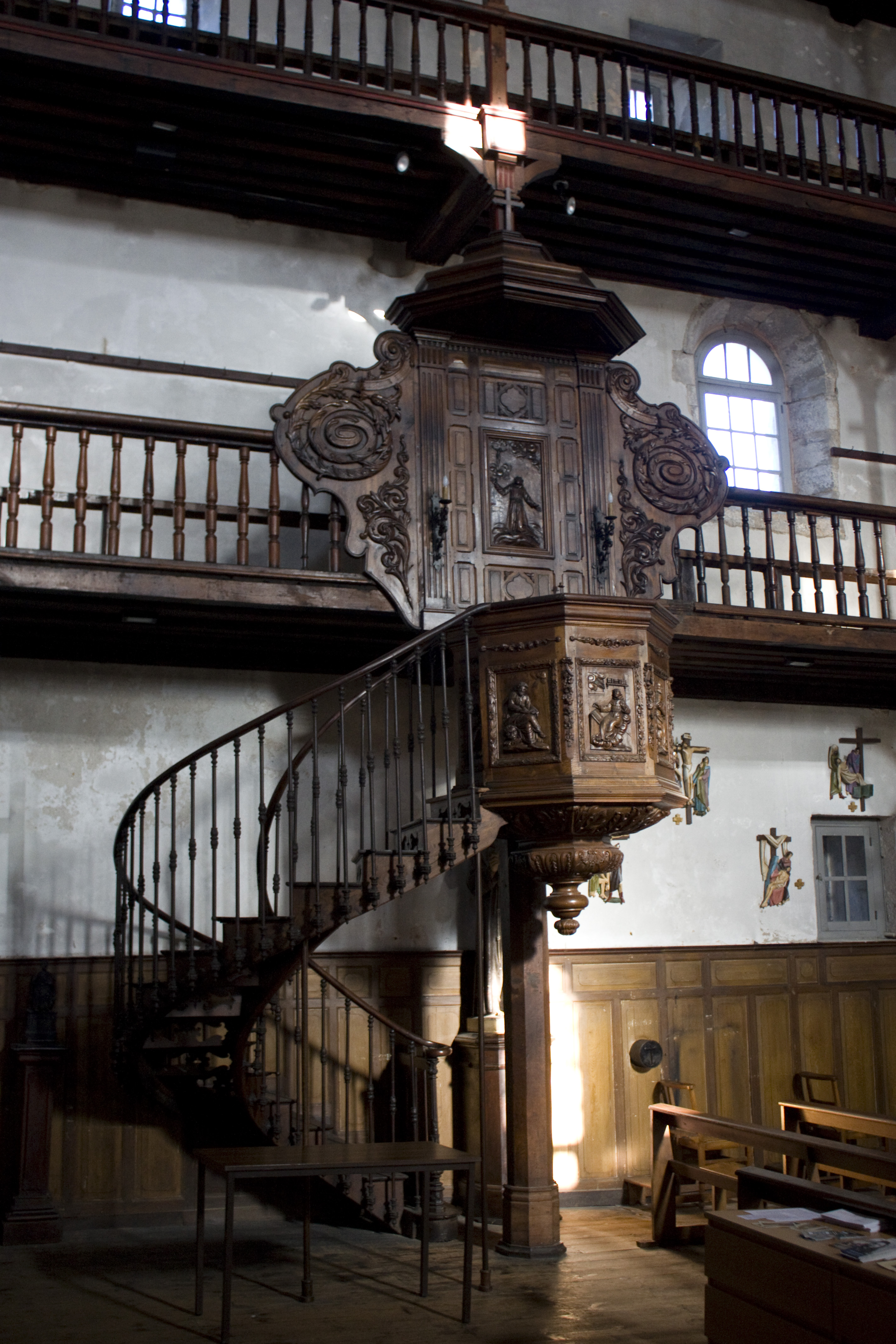
Chaire de l'église.

La surélévation du chœur reste encore un choix post-tridentin par excellence puisque celle-ci est l’une des recommandations architecturales faite par Rome. Autour de cet autel principal se trouvent quatre autres autels d’après Pierre Haristoy. Ce n’est qu’après Vatican II que l’autel principal se retrouve dans sa position actuelle.

## L'orgue

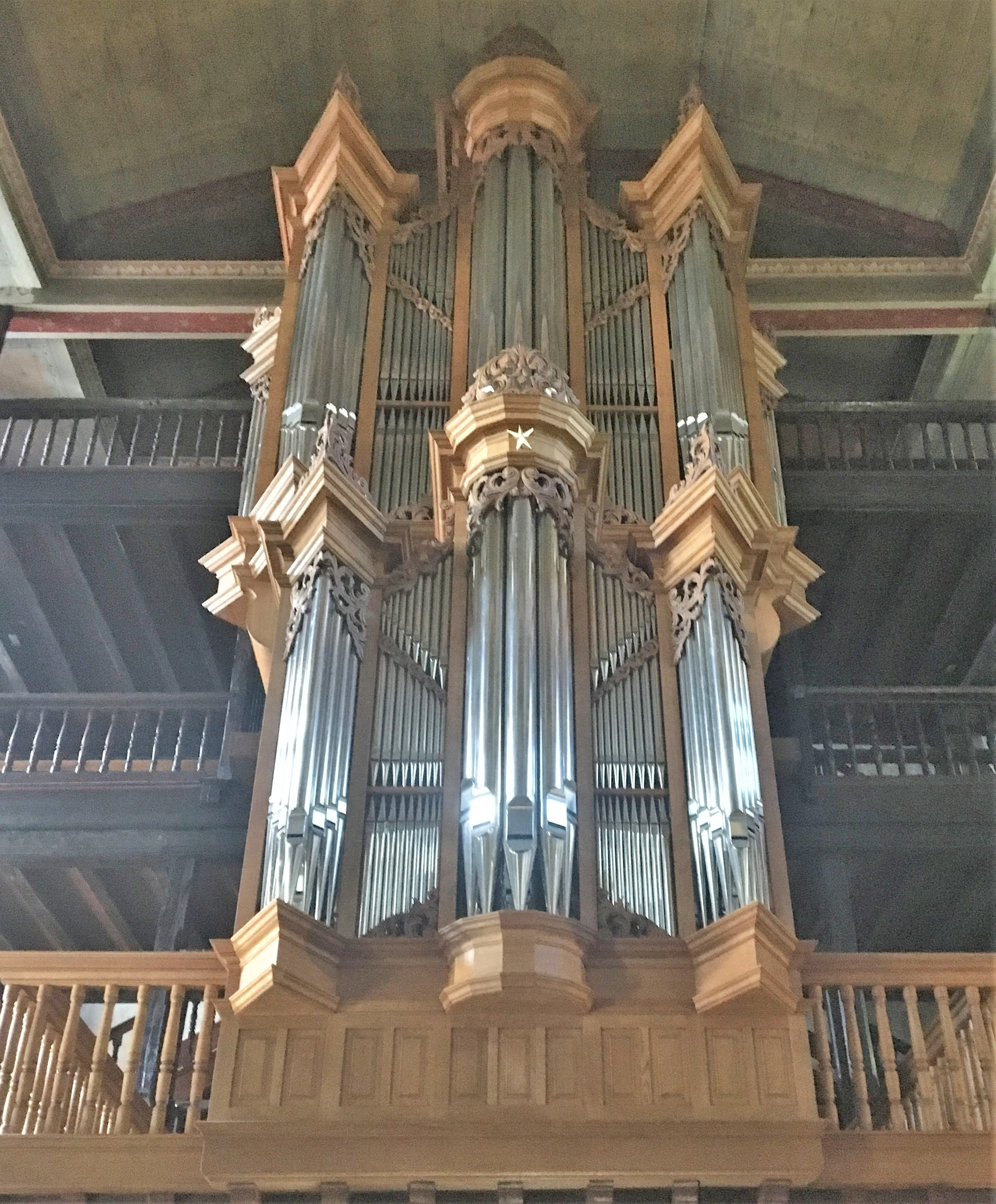
L'orgue en 2019.

Enfin, un orgue est installé au XVIIe siècle à une date inconnue. Cet orgue est remplacé à plusieurs reprises en 1726, 1837 et 1880. Des modifications et travaux sont effectués tout au long du XXe siècle sur cet instrument baroque. Un nouvel orgue ancrant l’église Saint-Vincent dans son héritage baroque a été construit en 2012-2013. L'orgue THOMAS, comporte trois claviers, un pédalier et trente-cinq jeux. Le titulaire est Thomas Ospital, également titulaire de l'église Saint Eustache de Paris.

## Une église du Labourd

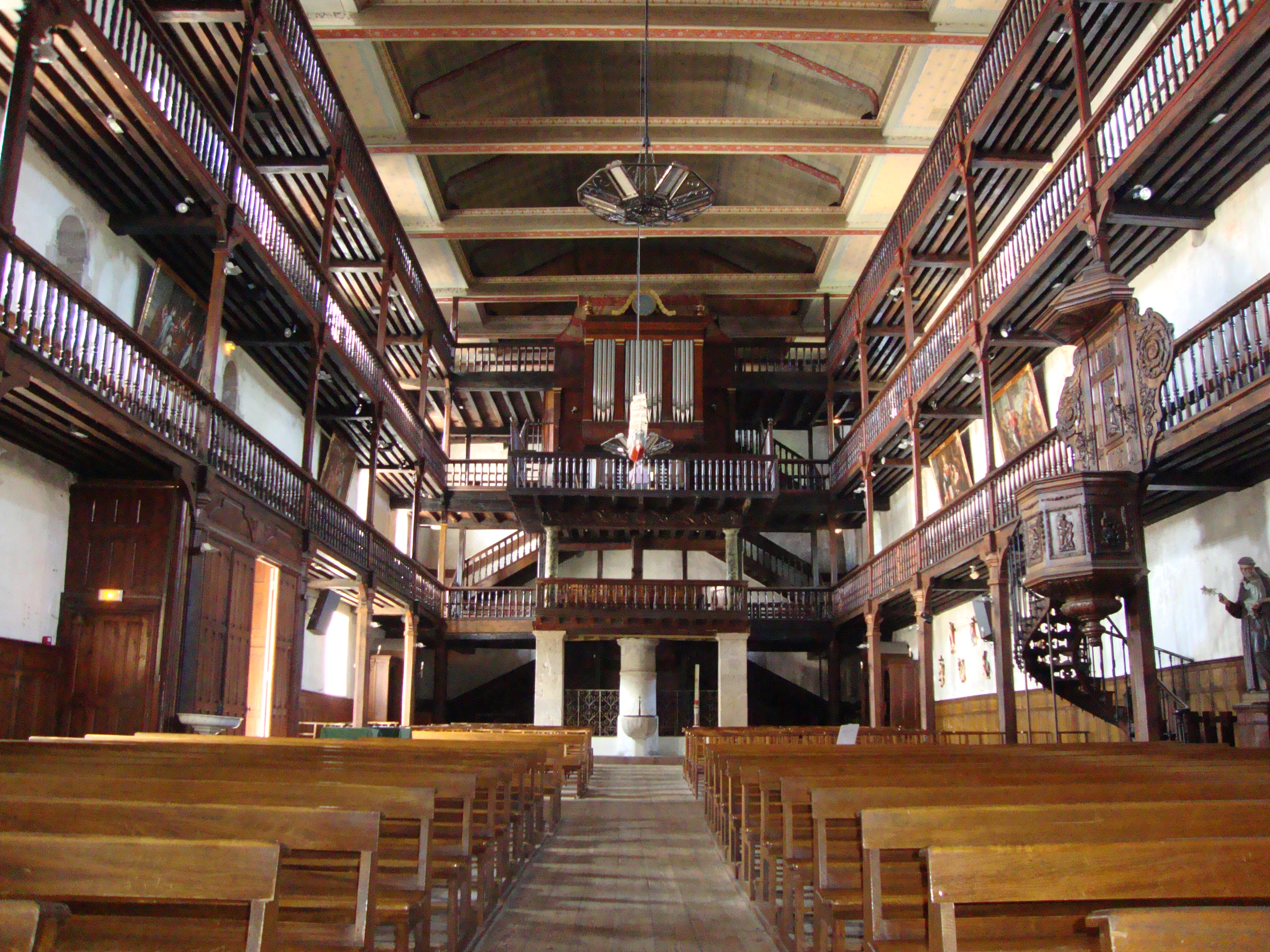
Nef, galeries et orgue

L’église n’est cependant pas uniquement une église baroque post-tridentine puisque de nombreux traits spécifiques au Labourd sont discernables dans son décor et mobilier. En effet, comme dans de nombreux cas dans le Labourd, l’autel est surélevé ce qui permet au prêtre de dominer les fidèles et de bénéficier d’une sacristie semi-souterraine.
Les trois étages de galeries sont aussi l’une des spécificités des églises du Labourd. Ces galeries à l’origine réservées aux hommes sont encore en 2011 utilisées en cas d’affluence dans l’église. Elles se situent sur les côtés nord-sud-ouest de l’église. Les deux séries de galeries latérales mesurent 23,30 m de long sur 1,35 m de large. Elles font partie de la charpente générale de l’église visible aussi dans la nef de 27,68 m sur 12,85 m, une charpente typique des églises du Labourd construites par des charpentiers de marine.

## Traits spécifiques de l’église
Enfin, l’église présente plusieurs traits spécifiques variant les motifs architecturaux chrétiens. Le portail visible actuellement est la combinaison de l’ancien porche et de travaux effectués en 1888. Des parties de l’ancienne porte ont été réutilisées pour la création de ce nouveau portail comme en témoignent les inscriptions présentes au-dessus de la porte : Translat anno 1888 et restaurata, « déplacée et restaurée en 1888 ». Le style grec des colonnes ioniques proviendrait du gout architectural de Pierre Haristoy, le curé de Ciboure responsable pour ces travaux. Le portail porte des inscriptions en latin, cette langue étant la langue liturgique en 1888. L’inscription au-dessus de l’arc Ego sum ostium et ovile ovium signifie : « Je suis la porte et le bercail des brebis ». D’autres symboles en grec ancien comme Α et ω, un chrisme ou bien encore ΙΧΘΥΣ se trouvent sur la statue de saint Vincent au sommet du portail. Ces symboles font directement référence aux premiers chrétiens.

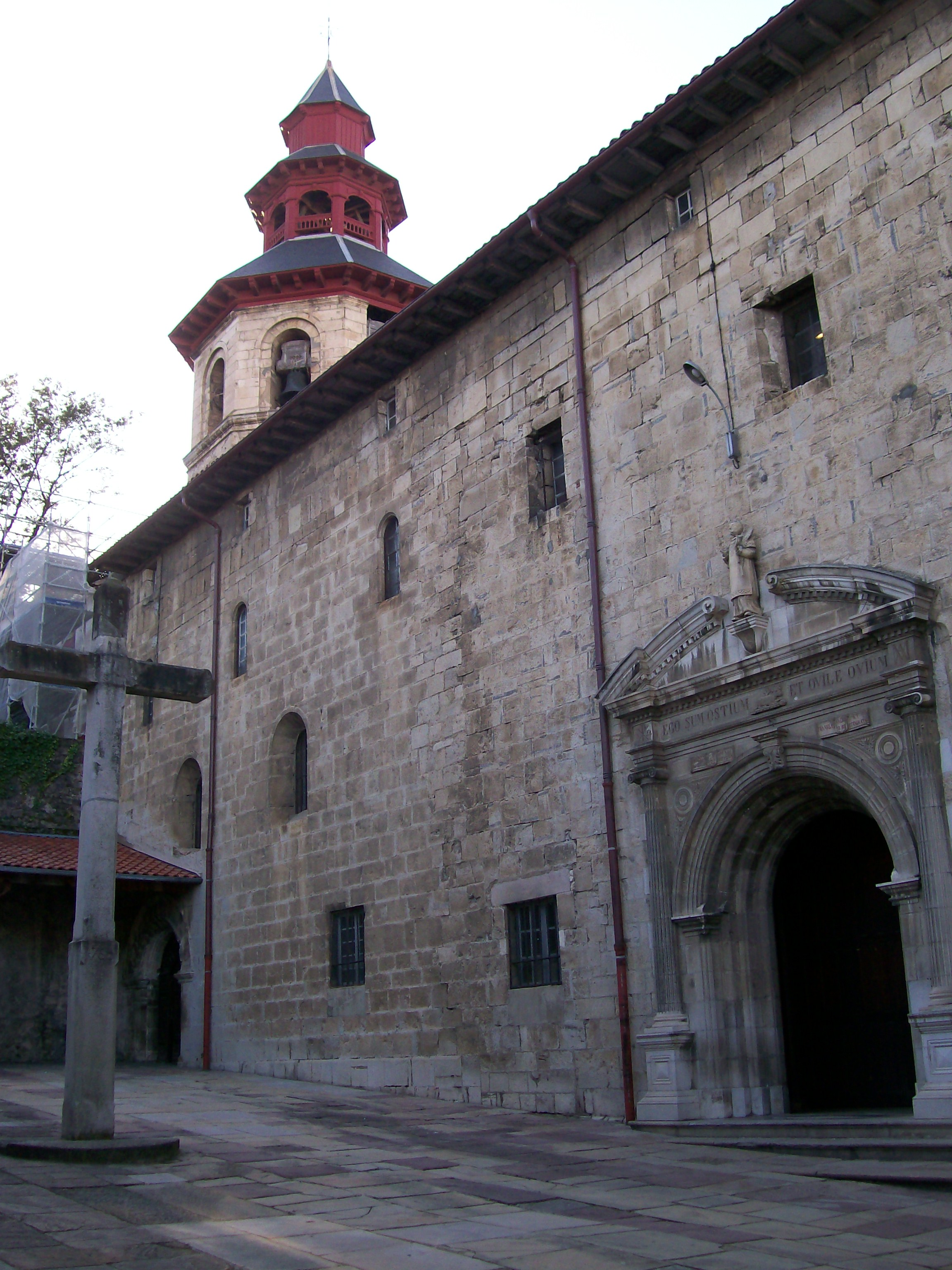
Parvis, croix, entrée et clocher
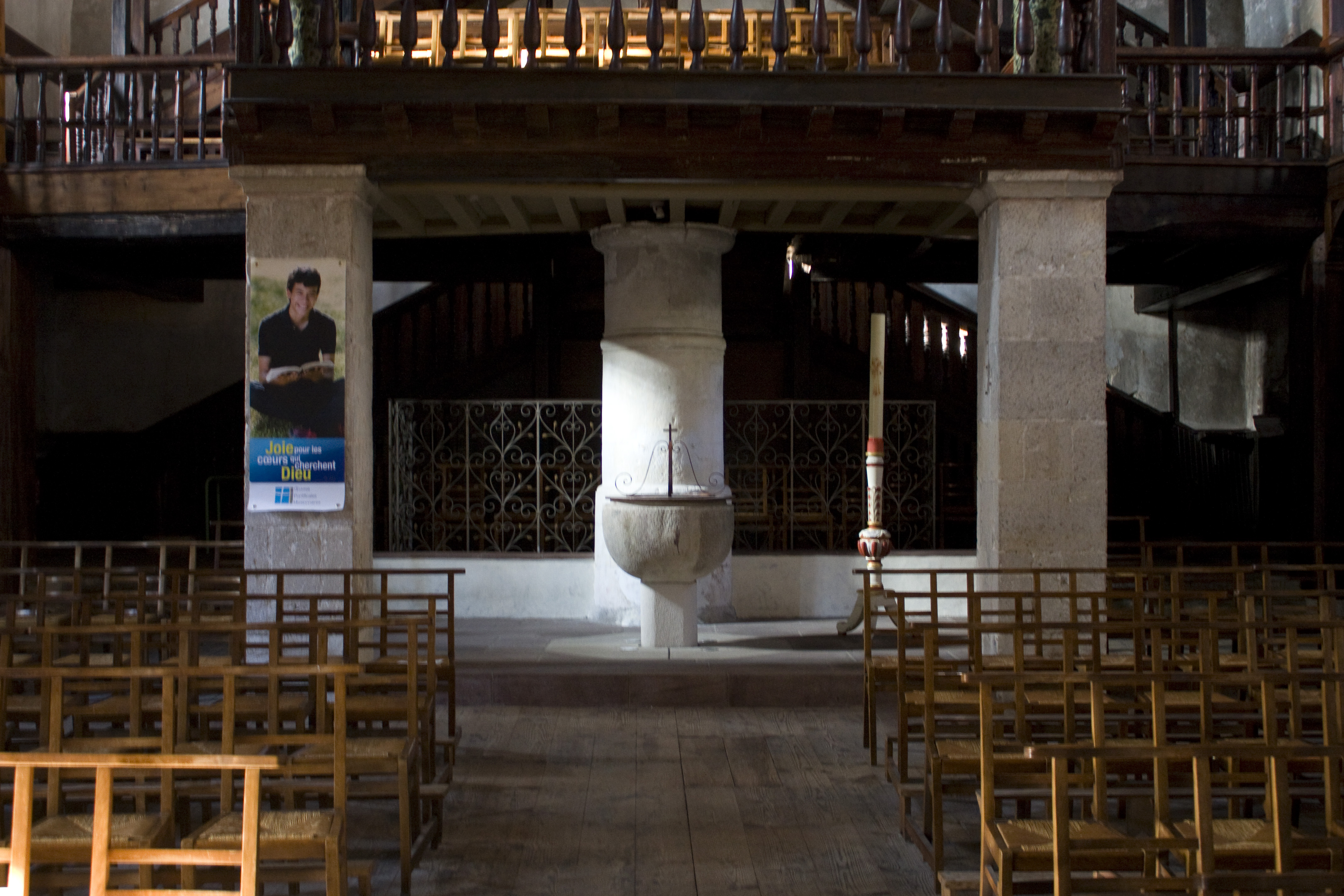
Fonts baptismaux
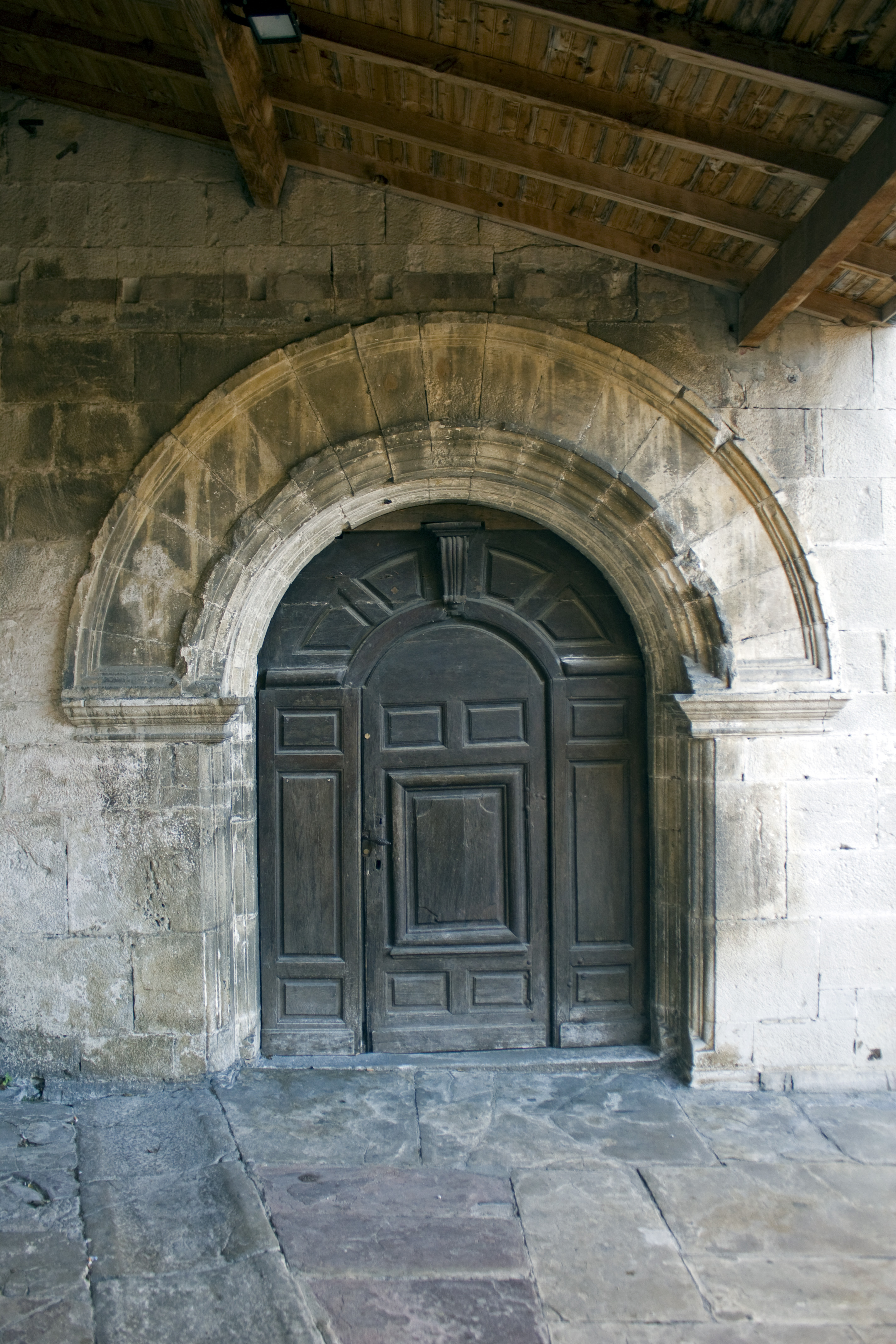
Porche primitif
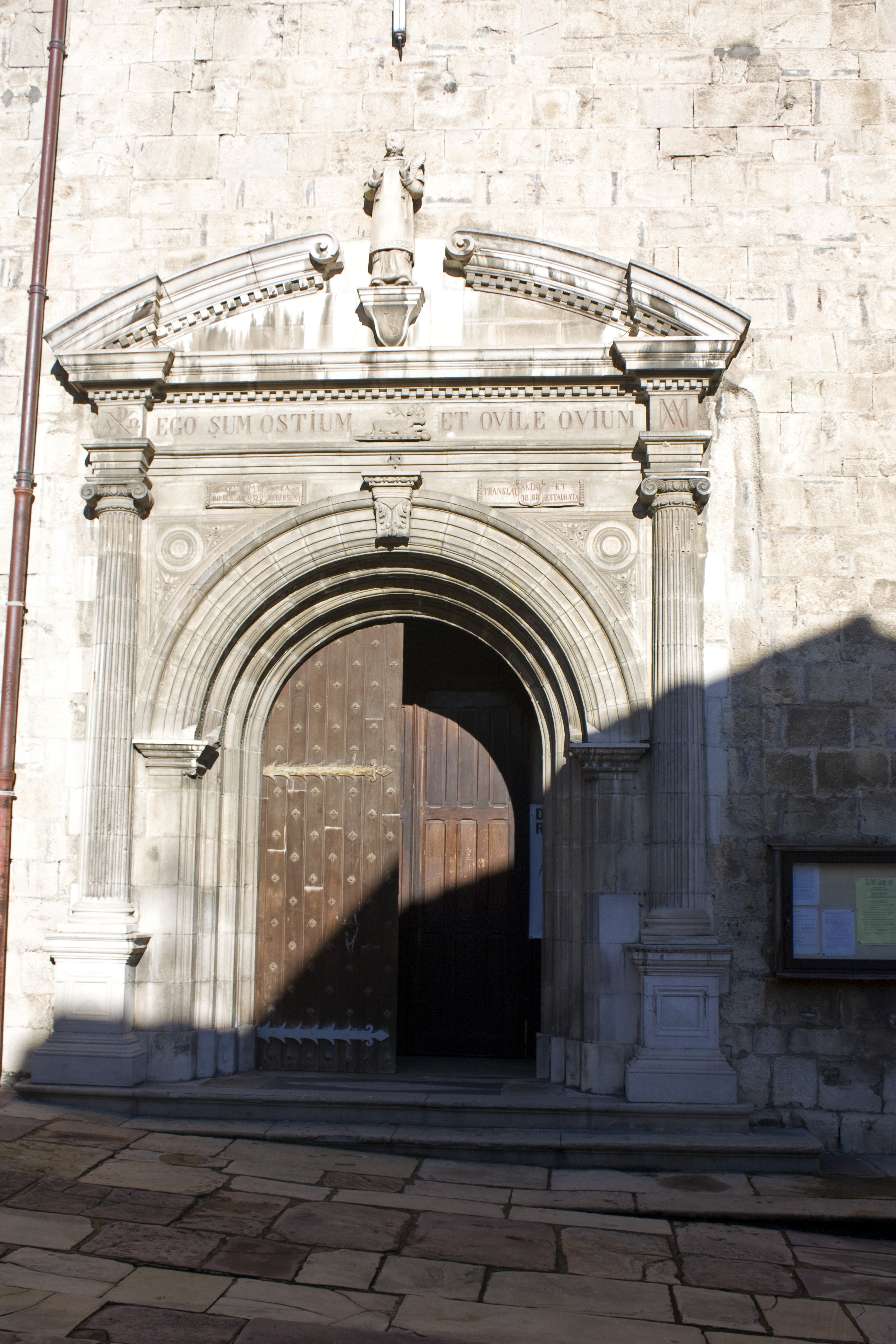
Porche
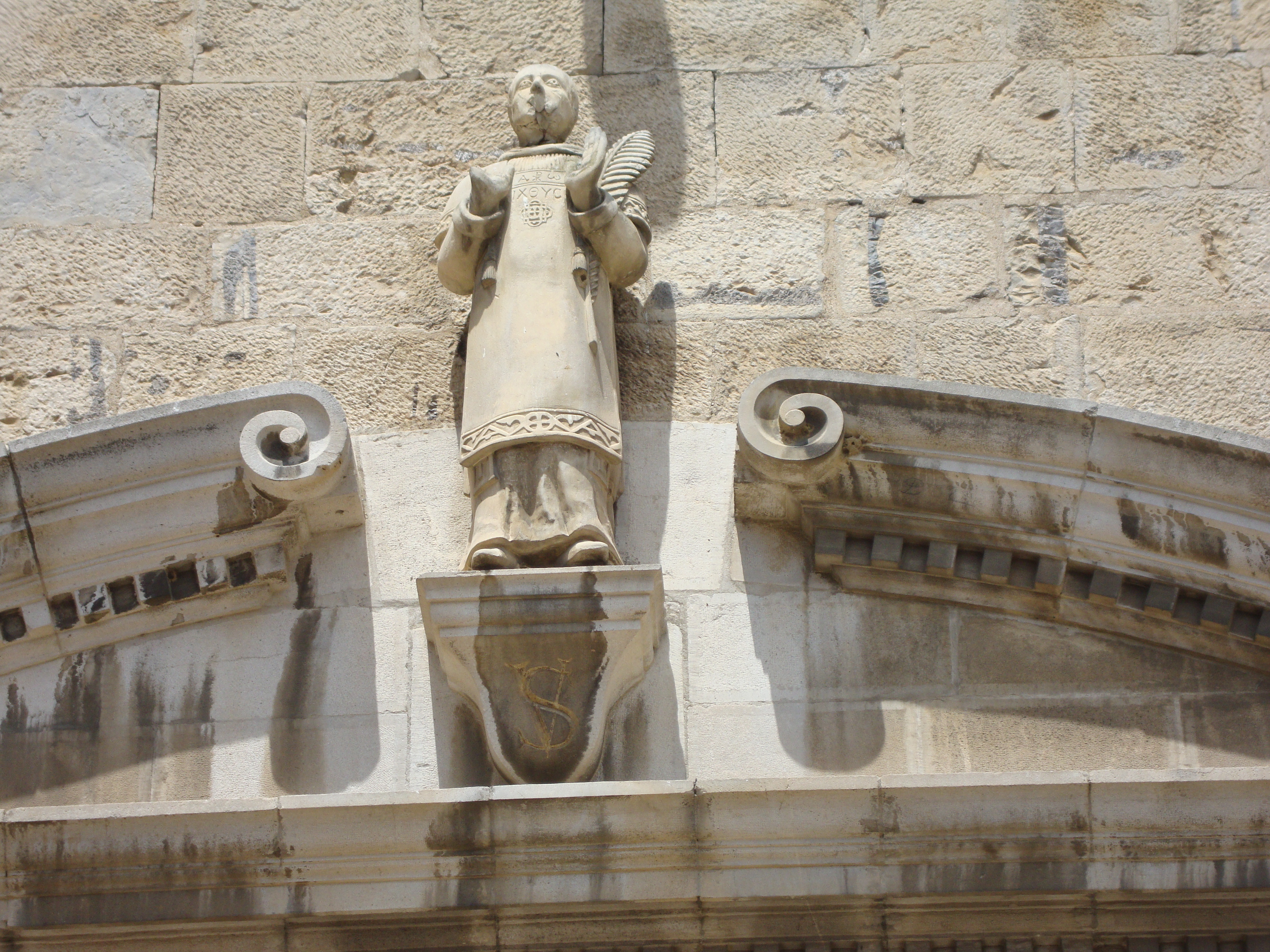
Statue de saint Vincent sur le porche

La croix monolithique date de 1760 ; elle est posée sur une demi-meule et mesure environ 6 mètres. Elle se trouve aujourd’hui sur le parvis de l’église, lui-même pavé de pierres tombales.
Une inscription au-dessus des fonts baptismaux rappelle que Maurice Ravel a été baptisé dans l’église le 13 mars 1875.
Le clocher octogonal datant du XVIe siècle est l’aspect le plus marquant de son architecture. Les raisons du choix de cette forme sont encore inconnues mais le clocher est original dans tout le Pays Basque. Le clocher est attenant à l’église, il est situé à l’ouest dans l’axe longitudinal de l’église. L’accès au clocher se fait soit par une porte située à l’extérieur soit par un balcon intérieur qui se trouve à l’arrière de la nef. Il est possible d’accéder à la salle des cloches par un escalier alors que pour atteindre le tout dernier étage il faut utiliser une échelle. Au sommet du clocher, une croix latine sert de paratonnerre.
Le clocher abrite aujourd’hui au troisième étage trois cloches en bronze.
| Date de fonte | Lieu de fonte | Fondeur(s)            | Poids    | Note de musique | Circonférence au cerveau | Circonférence au point de frappe |
| ------------- | ------------- | --------------------- | -------- | --------------- | ------------------------ | -------------------------------- |
| 1622          | Amsterdam     | Arent Van der Put     | 113 kg   | mi 4            |                          |                                  |
| 1961          | Orléans       | Robert et Jean Bollée | 517 kg   | sol 3           | 1,68 m                   | 2,56 m                           |
| 1961          | Orléans       | Robert et Jean Bollée | 1 552 kg | ré 3            | 2,50 m                   | 3,50 m                           |

## Les prêtres de l'église Saint-Vincent
Les premiers prêtres officiant dans l’église Saint-Vincent de Ciboure n’avaient pas rang de curés. Entre le début de la construction de l’église en 1551 et l’érection de Ciboure en paroisse en 1555, le curé d’Urrugne envoie un prêtre au rang de vicaire. Après 1555, les prêtres officiants dans la paroisse ne portent toujours officiellement que le titre de vicaire car toujours dépendant temporellement d’Urrugne et du patron de la paroisse, le seigneur d’Urtubie.
Ce n’est qu’au début du XVIIe siècle que par l’entremise de leurs jurats, les habitants de Ciboure réclament le droit de nommer leur propre curé. Ce choix illustre la volonté de se démarquer spirituellement et financièrement d’Urrugne et du patron de la paroisse, le seigneur d’Urtubie. Sont en jeu les ordres de préséance dans l’église saint-Vincent et le droit de récolter les offrandes des paroissiens. Il s’agit donc de question de statut et d’argent car « le titre de curé en chef marque une qualité plus honorable dans le pays du Labourd » .
C’est bien dans ce sens-ci qu’il faut comprendre l’indépendance temporelle de Ciboure par rapport à Urrugne. Cette indépendance est obtenue par les jurats en 1603. Mais ce n’est toujours pas assez. Les patrons de la paroisse refusent d’abandonner leurs privilèges. Ce ne sera qu’en 1615 que le vicaire de Ciboure deviendra officiellement le curé de Ciboure. Les seigneurs d’Urtubie marchandent leur souveraineté sur la paroisse de Ciboure contre la reconnaissance de leur droit héréditaire à une dime sur la paroisse de Ciboure. Les Cibouriens ont donc acheté le droit de nommer leur curé.
Cette situation perdure jusqu'à la Révolution française, où les curés de Ciboure ne soutiennent pas la nouvelle Constitution civile du clergé de 1790. Après les années de la Terreur et du Directoire, le Concordat de 1801 transforme les curés de Ciboure en fonctionnaires, un phénomène qui dure jusqu'à la Loi de séparation des Églises et de l'État en 1905. Depuis la Révolution française, l’église Saint-Vincent a donc perdu sa spécificité, qui était que le curé était directement choisi par les Cibouriens. Depuis cette époque, elle a suivi la trajectoire des autres églises en France.
| Sacerdoce       | Nom                                |
| --------------- | ---------------------------------- |
| 1629-1630       | Martin Gastambide.                 |
| 1630- ca.1638   | Michel d’Uhart                     |
| ca.1638-ca.1638 | Jean Etcheverry ou Etcheverri      |
| 1638-1656       | Jean de Haristeguy                 |
| 1656-1690       | Jean de Sopite                     |
| 1691-1698       | Jean-Pierre Hareneder              |
| 1698-1707       | de Monsegur                        |
| 1707-1762       | Jean d’Arretche                    |
| 1762-1769       | Jean d’Apesteguy                   |
| 1769-1787       | Salvat Hiribarren                  |
| 1788-1791       | Jean-Louis-Xavier de Saint-Esteven |
| 1791-1791       | Dithurbide                         |
| 1791-1801       | Pierre Fonrouge                    |
| 1801-1809       | Bernard Suhare                     |
| 1809-1819       | Michel Berho                       |
| 1819-1829       | Bernard Guiltsou                   |
| 1830-1839       | Martin Arrambide                   |
| 1839-1855       | Tristan Elissonde                  |
| 1856-1865       | Jean Larralde                      |
| 1865-1887       | Salvat Bidart                      |
| 1887-1901       | Pierre Haristoy                    |
| 1901-1921       | Félix Harispe                      |
| 1921-1944       | Louis-Vincent Récalde              |
| 1944-1961       | Jean-Baptiste Cachenaut            |
| 1961-1971       | Pascal Partarrieu                  |
| 1971-1987       | Bernard Darraïdou                  |
| 1987-1995       | Jean-Pierre Belhagorry             |
| 1995-2004       | Jean-Pierre Etcheverry             |
| 2004-           | Jean Eliçagaray                    |

## L’église comme lieu de sépulture
L’église Saint-Vincent elle-même a longtemps été un lieu de sépulture. Comme dans la plupart des églises depuis la fin du Moyen Âge, les croyants se faisaient inhumer à l’intérieur de leur église.
Cette pratique continua jusqu’au milieu du XIXe siècle, malgré l’édit du roi de France de 1776 qui interdit les sépultures dans les églises. Pendant cette même période, le parvis de l’église servit lui aussi de cimetière. Les pierres tombales qui le pavent encore aujourd’hui témoignent de cette utilisation. Le problème est que l’édit de 1776 se heurta à la volonté profonde des Cibouriens de se faire inhumer dans l’enceinte de l’église.
Hormis le parvis, l’église avait pourtant déjà un cimetière au XVIIIe siècle, mais celui-ci était réservé aux bohémiens qui avaient un lieu de sépulture séparé des autres chrétiens. La construction d’un nouveau cimetière ne se fit donc que par l’imposition des pouvoirs publics en 1841 qui entendaient veiller à la salubrité publique. Ce cimetière achevé en 1854 prit le nom de « Belvédère ». Vers 1860, au cours de la réfection du plancher de l'église, de nombreux ossements furent transférés dans la venelle dite des « Cascarots », c'est-à-dire dans l'ancien cimetière des bohémiens.
En 1901, le cimetière « Bellevue » ou « cimetière marin » est construit à Socoa.

## Protection
La grille en fer forgé fermant la cour de l’église, qui date du XVIe siècle, fait l’objet d’une inscription au titre des monuments historiques depuis le 4 juin 1925. L'église, avec son parvis côté sud, fait l’objet d’un classement au titre des monuments historiques depuis le 13 août 1990.

## L’église vue par les peintres

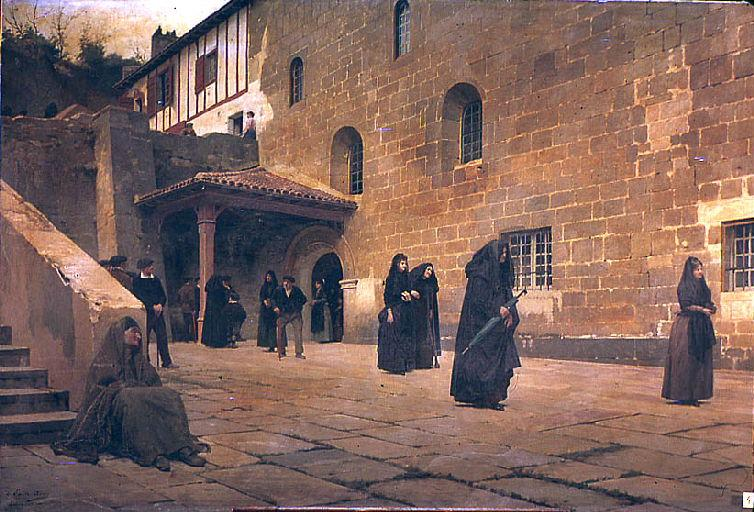
Peinture de la sortie de l'Église Saint-Vincent de Ciboure en 1887 par Louis Émile Adan.
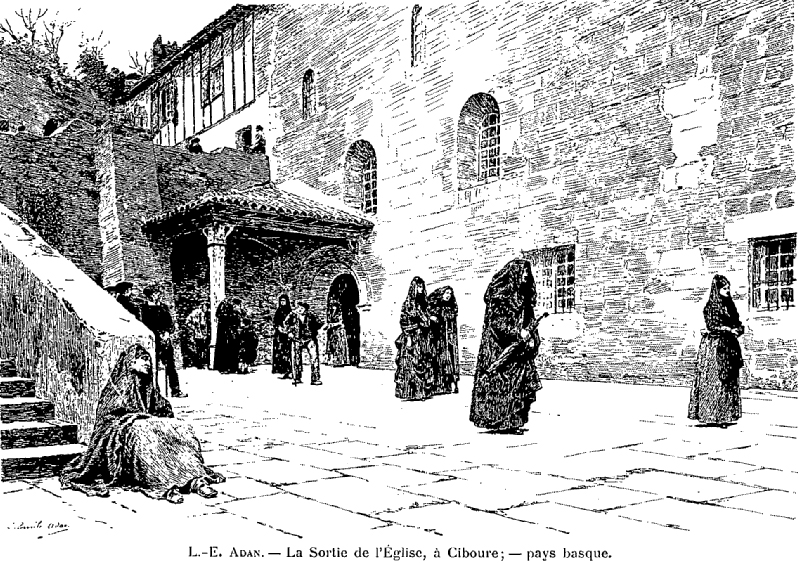
Gravure dans la Revue illustrée en 1887 à l'occasion du Salon des indépendants, reproduisant le tableau de Louis Émile Adan sur la sortie de l'Église Saint-Vincent de Ciboure.
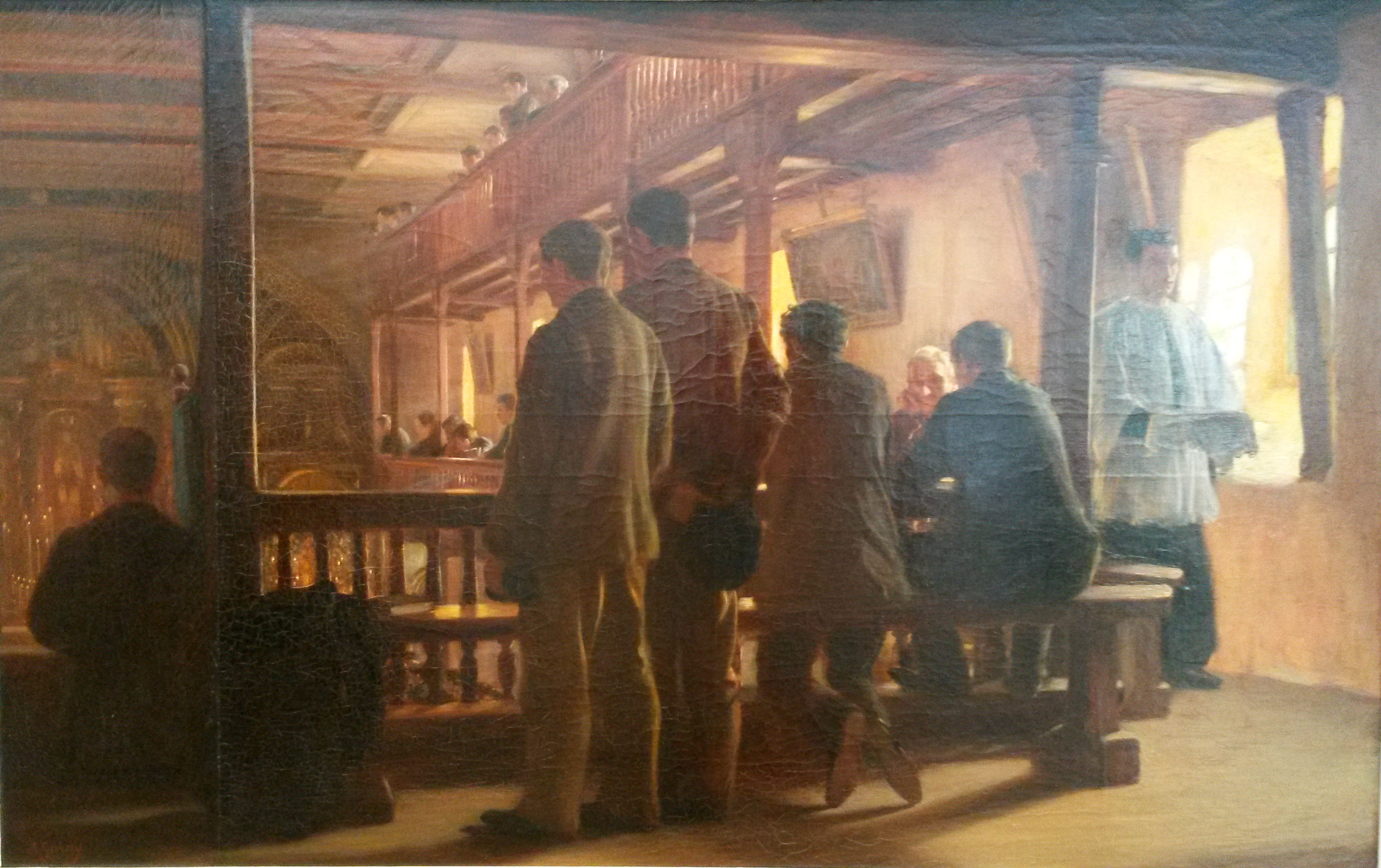
Galerie des hommes de l'Église Saint-Vincent de Ciboure en 1908 par Marie Garay.
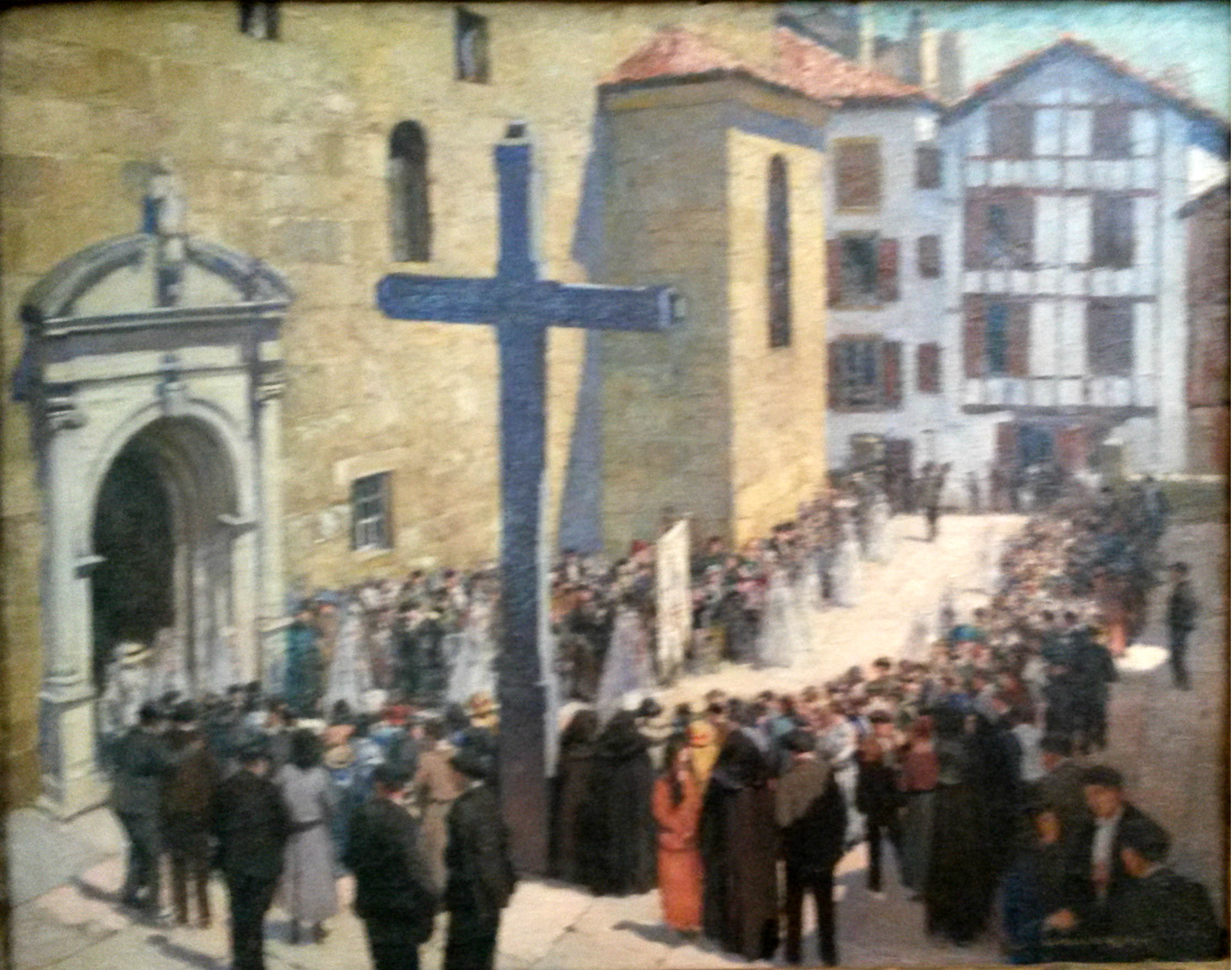
Sortie de procession de l'Église Saint-Vincent de Ciboure en 1923 par Georges Masson.